# Parâng (sit SCI)
Parâng este o arie protejată (arie specială de conservare — SAC, sit de importanță comunitară — SCI) din România, desemnată în scopul protejării biodiversității și menținerii într-o stare de conservare favorabilă a florei spontane și faunei sălbatice, precum și a habitatelor naturale de interes comunitar aflate în arealul zonei protejate. Aceasta se întinde pe o suprafață de 30.290 ha, integral pe uscat.

## Localizare
Situl se întinde pe teritoriile administrative ale județelor Gorj (Baia de Fier, Bumbești-Jiu, Crasna, Novaci), Hunedoara (Petrila, Petroșani) și Vâlcea (Malaia, Voineasa). Centrul sitului Parâng este situat la coordonatele 45°21′17″N 23°35′09″E / 45.354592°N 23.585961°E.

## Înființare
Parâng (ROSCI0188) a fost declarată sit de importanță comunitară în decembrie 2007 pentru a proteja 10 specii faunistice aflate în arealul zonei. Situl a fost protejat și ca arie specială de conservare în mai 2022. Acesta include ariile naturale Căldarea Gâlcescu, Cheile Jiețului, Iezerul Latorița, Piatra Crinului, Parcul Național Defileul Jiului, Piatra Crinului, Rezervația Miru-Bora.

## Biodiversitate
Situată în ecoregiunea alpină a grupei muntoase Parâng-Șureanu-Lotrului, aria protejată conține 20 habitate naturale: Cursuri de apă montane și vegetația erbacee de pe malurile acestora, Râuri de munte și vegetația lor lemnoasă cu Myricaria germanica, Pajiști alpine și boreale, Pajiști uscate, Tufărișuri sub-arctice de Salix spp., Pajiști boreale și alpine pe substrat silicios, 	Pajiști calcaroase alpine și subalpine, Pajiști bogate în specii de Nardus, pe substraturile silicioase ale zonelor muntoase, 	Asociații de lizieră cu ierburi înalte hidrofile de la nivelul câmpiilor până la nivel montan și alpin, Pajiști montane, Vegetație pionieră alpină cu Caricion bicoloris-atrofuscae, 	Grohotiș stâncos al etajului montan (Androsacetalia alpinae și Galeopsitalia ladani), Pante stâncoase silicioase cu vegetație chasmofitică, Păduri tip Luzulo-Fagetum, 'Păduri de pantă, grohotiș sau ravene cu Tilio-Acerion, Turbării împădurite,  Păduri aluviale cu Alnus glutinosa și Fraxinus excelsior (Alno-Padion, Alnion nicanae, Salicion albae), Păduri dacice de fag (Symphyto-Fagion), Păduri acidofile cu Picea din etajele alpine montane și Păduri alpine cu Larix decidua și/sau Pinus cembra.
La baza desemnării sitului se află 10 specii de plante și animale ocrotite la nivel european sau aflate pe lista roșie a IUCN; astfel:
- plante (3): mușchiul scutului verde (Buxbaumia viridis), firuță de munte (Poa granitica subsp. disparilis), iarba-gâtului (Tozzia carpathica);
- amfibieni (1): buhaiul de baltă cu burtă galbenă (Bombina variegata);
- mamifere (3): urs brun (Ursus arctos)[5], lup cenușiu (Canis lupus)[6], râs eurasiatic (Lynx lynx);
- nevertebrate (2): cosașul transilvan (Pholidoptera transsylvanica), croitorul caprifoiului (Pseudogaurotina excellens);
- pești (1): zglăvoc (Cottus gobio).[3]

Pe lângă speciile aflate la baza desemnării sitului, pe teritoriul acestuia a mai fost identificate 21 specii din fauna sălbatică și flora spontană a României.